# Міоглобінурія
Міоглобінурія (від дав.-гр. μυών — м'яз, лат. globulinum — глобулін і дав.-гр. οὖρον — сеча) — синдром, що виражається в наявності в сечі пігмент а міоглобін а, що є хромопротеїдом; спостерігається при патологічному розпаді м'язового білка. При цьому сеча набуває червоно-бурого забарвлення.
Ускладнює рабдоміоліз (травматичний, ішемічний, токсичний, генетичний). Масивна міглобинурія, пошкоджуючи ниркові покручені канальці, може призвести до гострого пошкодження нирок (гострої ниркової недостатності).
Міоглобінурія проявляється виділенням сечі червоного або темно-коричневого кольору, дизурією, іноді болями в попереку. Диференціальна діагностика міоглобінурії від макрогематурії заснована на мікроскопії осаду сечі. Нерідко виникають труднощі в розмежуванні міоглобінурії від гемоглобінурії. При міоглобінурії на відміну від гемоглобінурії після додавання сульфату амонію зберігається червоно-коричневе забарвлення сечі. Найбільш точним методом діагностики є імуноелектрофоретичне визначення міоглобіну.

## Причини виникнення
Спостерігається при патологічному розпаді м'язового білка, чому сприяє дію деяких лікарських препаратів та інші фактори. Міоглобінурія розвивається при синдромі тривалого здавлювання (краш-синдром) під час стихійних і військових лих, руйнування будівель тощо, коли міоглобін з розчавлених і розтрощених м'язів потрапляє в кров і частково виділяється нирками. Згущення крові, що відбувається при втраті внутрішньосудинної рідини, сприяє відкладенню міоглобіну в ниркових канальцях. Їх блокада призводить до розвитку ниркової недостатності, що вимагає при олігоанурії інтенсивного лікування з використанням еферентних методів (гемодіаліз). Міоглобінурію не можна плутати з гематурією. У першому випадку в сечі виявляються грудочки міоглобін а, але вона прозора, у другому сеча містить еритроцити і вона каламутна.

## Різновиди
- Міоглобінурія маршова — див Гемоглобинурия маршова
- Міоглобінурія паралітична (myoglobinuria paralytica; сін.: Мейєр-Бетца хвороба, Мейєр-Бетца синдром) — поєднання синдромів міопатії і оборотної миоглобинурии при якому слідом за нападом м'язової слабкості і хворобливості м'язів (переважно нижніх кінцівок) з'являється миоглобинурия, що супроводжується наявністю в сечі альбумін а, лейкоцитів, еритроцитів; напади виникають спонтанно або після тривалого м'язового напруження.
- Міоглобінурія пароксизмальна (myoglobinuria paroxysmalis) — сімейна хвороба неясною етіології, що виявляється періодичної міоглобінурією і нападами м'язових болів.
- Міоглобінурія пароксизмально-токсична аліментарна (myoglobinuria paroxysmalis toxica alimentaria)- див Хвороба юксовско-сартланская
- Міоглобінурія травматична (myoglobinuria traumatica) — миоглобинурия, що виникає через деякий час після обширної травми з размозжением і некробіоз ом м'язів.

Інші причини міоглобінурії:
- Хвороба Мак-Ардла
- Брак фосфофруктокинази

## Діагностика
Після обробки крові на центрифузі при миоглобинурии сироватка крові чиста, а при гемоглобінурії сироватка крові рожева.